# Jarmila Křížová
Jarmila Křížová (* 25. června 1952 Jablonec nad Nisou), původním povoláním knihovnice, je širší veřejnosti známá především jako česká spisovatelka humoristických vzpomínkových knih.

## Život
Po absolvování knihovnictví na Střední knihovnické škole v Praze postupně vedla dětská oddělení knihovny v Říčanech, následně na Kladně a posledních 22 let před odchodem do důchodu v Městské knihovně Litvínov. Hlavní náplní její činnosti byl vedle péče o knihovní fond i samozřejmý servis nejmladším čtenářům, kterým se snažila poradit ve výběru knih. Už tehdy naplno využívala svůj přirozený komunikační talent a schopnost poutavě vyprávět.
Vedle toho se práci s dětmi naplno věnovala i mimo svou knihovnickou profesi. Působila například jako vychovatelka a učitelka na několika základních školách v okrese Praha-východ. Jako pedagožka se účastnila několika zimních sezón dětské lyžařské školy v Jizerských horách. Ona sama má tři dcery a tři vnuky. Jak vyplývá i z její knižní tvorby, zájem o děti, jejich výchovu a rodinné prostředí je pro ni celoživotní záležitostí.
Ve své první knize Do bytu psa nechci! popisuje peripetie se svým původně odmítavým postojem k pěstování domácích mazlíčků. Ten se postupně změnil v neplánované shromažďování různých domácích zvířátek. Pro malou dceru, která toužila po pejskovi k mazlení, postupně pořizovala náhradní zvěřinec v podobě akvarijních rybiček, morčat, pak přišly na řadu činčily, králíci a v průběhu toho samozřejmě i několik psů a koček. V druhé knize, vydané pod názvem Naše patálie a lapálie, popisuje boj svých blízkých (i svůj vlastní) s nejrůznějšími nečekanými starostmi, jak je přináší život.
Svůj vypravěčský talent začala Jarmila Křížová při psaní knih uplatňovat až v důchodovém věku, kdy mohla mít na psaní knih dostatek času. Její tvorba je výrazně autobiografická. S vtipem a ironií se ve svých knihách vrací k zážitkům z uplynulých let a těží z nich určitý vtip a poučení.
Vedle knižních publikací se příležitostně věnuje publicistické činnosti. To je pak jejím hlavním tématem kritika špatné ekologické situace severních Čech. V záležitostech vyvlastňování domů kvůli těžbě uhlí se také aktivně angažuje.

## Knižní dílo
- Do bytu psa nechci! A zlomit se nedám… Praha : NZB, 2011. ISBN 978-80-904272-3-5
- Naše patálie a lapálie Z houpačky dětství na houpačku života. Praha : NZB, 2012. ISBN 978-80-904272-6-6